# Mănăstirea Cașin
Manastirea Casin là một xã thuộc hạt Bacău, România. Dân số thời điểm năm 2002 là 5575 người.